# Fa'atiga Lemalu

a Compétitions nationales et continentales officielles uniquement.

b Matchs officiels uniquement.
Dernière mise à jour le 3 mai 2024.
Fa'atiga Lemalu, né le 17 avril 1989 à Otahuhu (banlieue d'Auckland, Nouvelle-Zélande), est un joueur de rugby à XV international samoan évoluant aux postes de deuxième ligne ou de troisième ligne. Il mesure 2,01 m pour 115 kg.

## Carrière

### En club
Après avoir commencé sa carrière en tant que joueur amateur en Nouvelle-Zélande au sein du Papatoetoe RFC d'Auckland, il s'engage en 2012 avec le club français du stade montois, tout juste promu en Top 14. Il n'y reste cependant que quelques mois, et ne dispute pas le moindre match en raison de problèmes médicaux, ce qui pousse son club à le libérer de son contrat.
Il rejoint en 2013 le club japonais des Munakata Sanix Blues qui dispute la Top Ligue Kyushu A (D2 régionale japonaise).
Il rejoint en 2016 la nouvelle franchise japonaise de Super Rugby : les Sunwolves.
En février 2017, il signe un contrat de trois mois avec le club anglais des Saracens en Aviva Premiership pour pallier l'absence sur blessure de George Kruis. Il est cependant très peu utilisé (un seul match disputé en coupe anglo-galloise) et n'est pas conservé à l'issue de son contrat.
À l'été 2018, il rejoint la province d'Auckland en NPC. Il remporte le championnat lors de sa première saison, après une finale remportée au bout des prolongations contre Canterbury.
Au mois de novembre de la même année, il rejoint le club anglais de Yorkshire Carnegie en RFU Championship pour un contrat portant jusqu'à la fin de la saison en cours. A la fin de la saison, il est annoncé qu'il rejoindra les Cornish Pirates dans le même championnat la saison suivante.
En 2021, il quitte les Pirates après deux saisons et retourne en Nouvelle-Zélande, où il s'engage avec l'équipe de Manawatu en NPC,. Il ne joue cependant aucun match, et quitte la province à la fin de la saison.

### En équipe nationale

#### En rugby à XV
Fa'atiga Lemalu obtient sa première cape internationale avec les Samoa le 5 juin 2012 à l’occasion d’un match contre l'équipe des Tonga à Nagoya.
Il est sélectionné dans le groupe samoan choisi par Stephen Betham (en) pour participer à la Coupe du monde 2015 en Angleterre. Néanmoins, il se blesse et doit déclarer forfait avant la compétition, il est alors remplacé par Faifili Levave.

## Palmarès

### En club
- Champion de la Top Ligue Kyushu A en 2013 et 2015 avec les Munakata Sanix Blues.
- Champion de NPC en 2018 avec Auckland.

### En équipe nationale
- 25 sélections.
- 10 points (2 essais).